# Francisco Castell Miralles
Francisco Castell Miralles (Alcoi, 1842 - València, 1917) fou un periodista i polític valencià, diputat a les Corts Espanyoles durant el sexenni democràtic.

## Biografia
Es doctorà en ciències i es llicencià en farmàcia per la Universitat de València. D'idees progressistes i demòcrates, el 1864 treballà amb Josep Peris i Valero com a redactor de Los Dos Reinos.
Després de la revolució de 1868 Josep Peris i Valero el nomenà oficial primer del governador civil. Alhora, es vinculà al Partit Radical de Manuel Ruiz Zorrilla, amb el que fou elegit diputat per Sagunt a les eleccions generals espanyoles d'agost de 1872 en substitució de Joan Piñol i Verges. Un cop va abdicar Amadeu I, va votar a favor de la proclamació de la Primera República Espanyola.
Un cop va ser efectiva la restauració borbònica, adquirí el diari El Mercantil Valenciano a Antonio Vives Císcar, al que donà una nova orientació republicana. Alhora, treballà com a catedràtic de la Facultat de Ciències de la Universitat de València. El setembre de 1880 fou escollit membre de la Diputació de València pel districte del Mercat de València.